# Ikarus Kaiser
Stefan Ikarus Kaiser (* 3. Juli 1978 in Linz) ist ein österreichischer Musikwissenschaftler, Organist und Komponist.

## Leben
Ikarus Kaiser studierte nach der Matura am Stiftsgymnasium Wilhering zunächst Philosophie und Theologie an der KTU Linz. Danach absolvierte er Musikstudien am Bruckner-Konservatorium Linz (Musiktheorie bei Gunter Waldek, Konzertfach Klavier bei Horst Matthaeus, Chorleitung bei Kurt Dlouhy) sowie eine kirchenmusikalische Ausbildung am Diözesankonservatorium Linz. Nach Studien in Musikwissenschaft und klassischer Philologie an den Universitäten Salzburg und Wien sowie einem zweijährigen Studienaufenthalt in Rom als Stipendiat der Österreichischen Akademie der Wissenschaften und der Oberösterreichischen Landesregierung promovierte er 2004 bei Gernot Gruber in Wien und Wolfgang Speyer in Salzburg mit einer Arbeit über den griechischen Musiktheoretiker Aristoxenos von Tarent.  Das Österreichische Bundesministerium für Bildung, Wissenschaft und Kultur verlieh Ikarus Kaiser für seine akademischen Studien 2001 einen Würdigungspreis. 2007 erhielt er außerdem den Dissertationspreis der Universität Wien.
2001 wurde er zum Stiftsorganisten der Zisterzienserabtei Wilhering ernannt, wo er seit 2010 zusätzlich das klösterliche Musikarchiv leitet. Als wissenschaftlicher Projektmitarbeiter zunächst am Linzer Diözesanarchiv und später an der Österreichischen Akademie der Wissenschaften erforschte und katalogisierte er die Bestände zahlreicher weiterer Musikarchive für das Internationale Quellenlexikon der Musik (RISM).
Ikarus Kaiser ist Autor zahlreicher musikwissenschaftlicher Beiträge zur oberösterreichischen Musikgeschichte. Konzerte und wissenschaftliche Vorträge führten ihn außerhalb Österreichs nach Deutschland, Tschechien, Italien und Südkorea. Von 2016 bis 2018 initiierte und betreute er die Restaurierung der beiden historischen Orgeln der Stiftskirche Wilhering durch die Orgelbaufirma Kuhn AG.
Über seine alljährlichen mehrmonatigen Aufenthalte als Halter auf einer Hochalm im steirischen Salzkammergut wurde mehrfach in Fernsehdokumentationen sowie in- und ausländischen Printmedien berichtet. Ikarus Kaiser betätigt sich auch als aktiver Höhlenforscher mit absolvierter Prüfung als Höhlenführer.

## Publikationen

### Monographien
- Das historische Notenarchiv der Pfarrkirche Weyer an der Enns. Vollständiger Katalog der Musikhandschriften und Musikdrucke. Wien 2006. ISBN 978-3-85450-204-3.
- Das historische Notenarchiv der Pfarrkirche Altmünster am Traunsee. Wien 2007. ISBN 978-3-85450-232-6.
- Das historische Notenarchiv des Linzer Doms. Wien 2008. ISBN 978-3-85450-210-4.
- Die Fragmente des Aristoxenos aus Tarent. Hildesheim/Zürich/New York 2010 (Spudasmata 128). ISBN 978-3-487-14298-2.

### Herausgeberschaften
- Matthias Pernsteiner, Messa posta in musica. Linz 2016 (= Geistliche Musik im Stift Wilhering, 1).
- Karl Waldeck, Orgelwerke (gemeinsam mit P. Maximilian Bak OCist). Linz 2018 (= Geistliche Musik im Stift Wilhering, 2).

### Beiträge in Zeitschriften und Sammelbänden (Auswahl)
- Die Geschichte der Orgel zu St. Margarethen. In: Pfarre Linz-St. Margarethen (Hrsg.): Die „Breinbauer-Orgel“ von Linz-St. Margarethen. Linz 2000, S. 6–7.
- Der Linzer Domkapellmeister Karl Waldeck (1841–1905) und seine Verbindung zum Stift Wilhering. In: Jahresbericht des Stiftsgymnasiums Wilhering. 92, 2002, S. 16–24.
- Die Salzburger Serenadentradition der Mozart-Zeit. Ein Beitrag zur Erinnerung an die Werke vergessener österreichischer Komponisten des 18. Jahrhunderts. In: Anton Bruckner Privatuniversität (Hrsg.): Querstand I. Linz 2005, S. 165–176.
- Aristoxenus of Tarentum (4th century b. C.). Musical Theory in the Tradition of the Late Ancient World. In: Teologická fakulta Trnavskej univerzity (Hrsg.): Počiatky krest'anskej hudby v Európe. Bratislava 2005, S. 83–88.
- Wieder entdeckte musikalische Raritäten in kirchlichen Archiven Oberösterreichs. Ein Neubeginn in der Erschließung verstreuter Quellen zur Musikgeschichte. In: Anton Bruckner Privatuniversität (Hrsg.): Querstand II. Linz 2006, S. 11–47.
- Die Hochschätzung des Althergebrachten in der antiken und byzantinischen Musiktheorie. In: Anton Bruckner Privatuniversität (Hrsg.): Querstand III. Linz 2007, S. 61–67.
- Der Dom- und Stadtpfarrkapellmeister Karl Borromäus Waldeck und die Orgel der Stadtpfarrkirche in Linz. In: Elisabeth Maier (Hrsg.): Anton Bruckner als Dom- und Stadtpfarrorganist. Wien 2009, S. 369–392.
- August Göllerich (1859–1923): Pianist, Dirigent, Musikpädagoge und Musikschriftsteller. Zum 150. Geburtstag einer Linzer Musikerpersönlichkeit von internationalem Rang. In: Oberösterreichische Heimatblätter. Jahrgang 63, Linz 2009, Heft 1–2, S. 69–92, land-oberoesterreich.gv.at [PDF]
- Das erhaltene Fragment aus dem zweiten Buch der „Rhythmischen Elemente“ von Aristoxenos aus Tarent. Neue deutsche Übersetzung. In: Anton Bruckner Privatuniversität (Hrsg.): Querstand IV. Linz 2009, S. 133–143.
- Höhlenforschung zwischen Brunnwiese und Wildensee. Ein Bericht über Entdeckungen in den Jahren 2008–2009 im westlichen Toten Gebirge, Steiermark. In: Mitteilungen des Vereins für Höhlenkunde in Obersteier. 27–28 (2009), S. 73–78.
- Johann Baptist Schiedermayr (1779–1840). Eine bedeutende Musikerpersönlichkeit im Umfeld von Erzherzog Maximilian Joseph. In: Ewald Volgger (Hrsg.): Erzherzog Maximilian Joseph von Österreich-Este. Linz 2014, S. 269–279.
- Die spätbarocke Musikpraxis in der oberösterreichischen Zisterzienserabtei Wilhering. Eine quellenorientierte Studie zum überlieferten Repertoire des klösterlichen Musikarchivs. In: Archiv für Musikwissenschaft. 72, 2015, Heft 3, S. 181–187.

## Kompositionen

### Orgel solo
- Meditatio de versibus Pauli Gerhardi e nonagesimo psalmo Davidi (1993)
- Toccata et Fuga (ca. 1993)
- Toccata et Fuga (ca. 1994), vierhändig
- Da pacem, Domine. Choralvorspiel und Choralsatz (1994)
- Toccata et Ricercar modernum (ca. 1995)
- Toccata super «Da pacem Domine» (1995, komponiert und uraufgeführt anlässlich des 100-Jahr-Jubiläums des Stiftsgymnasiums Wilhering)
- Daedalus et Icarus (ca. 1995), Orgelpedal solo
- Psalmós sýnedetos toîs parembólimois heptá (Psalm mit vier Zwischenspielen, ca. 1996)

### Chor und Orgel
- Wer nur den lieben Gott läßt walten (ca. 1993)
- Christòs anéste ek nekrôn (Christ ist erstanden). Choralvorspiel und Chorsatz (1994)

### Klavier solo
- Stígme chrónou toú bíou anthrópinou (Ein Moment im menschlichen Leben, 1994)
- Avis, defensor musicae generosae? (1994)
- Hépta ôdai (Sieben Oden, 1995)
  - Pró Diónysou (An Dionysos), Pró Helioû (An Helios), Pró Sibýlles (An Sibylle), Pró toû drómou Korybantodoûs (An den Zug der Korybanten), Pró Seikílou (An Seikilos), Pró Leukónoes (An Leukonoe), Pró Auloû (An einen Aulos)

### Sologesang und Klavier
- Ékstasis pótnia (Hehre Ekstase) für Bariton und Klavier (1995)
- Melète perì tôn proterôn logôn toû euaggelìou kata Ioánnen (Meditation über die ersten Worte des Evangeliums nach Johannes) für Bariton und Klavier (1995)

### Klarinette solo
- Sonate (1995)
  - Allegro – Adagio ma non troppo – De antiphona Cisterciense: Un poco Allegro